# Liceum Ogólnokształcące im. Bolesława Prusa w Skierniewicach
Liceum Ogólnokształcące im. Bolesława Prusa w Skierniewicach – publiczna szkoła ponadpodstawowa.

## Historia
Szkoła założona w 1899, jako Prywatna Szkoła Miejska. W ówczesnym programie nauczania znalazły się następujące przedmioty: religia, języki: rosyjski, niemiecki i polski, geografia, przyroda, historia, arytmetyka, algebra, kreślenie, rysunki oraz kaligrafia.
W czasie okupacji niemieckiej podczas I wojny światowej szkołę spotkała reorganizacja — zmieniono ją w Szkołę Realną. Dopiero po wojnie powstało tu Państwowe Gimnazjum im. Bolesława Prusa. Podczas II wojny światowej gimnazjum przetrwało w formie konspiracyjnej. Po wojnie szkoła wznowiła legalną działalność, będąc nadal szkołą męską.
W 1950 powołano koedukacyjne Liceum Ogólnokształcącego im. B. Prusa.
Następna reorganizacja miała miejsce 1 września 2004, kiedy liceum zostało włączone do nowo powstałego Zespołu Szkół Ogólnokształcących.
Kolejna reorganizacja nastąpiła 1 września 2009, nie ma już Zespołu Szkół Ogólnokształcących, tylko samo Liceum ogólnokształcące.
W 2015 powstało Gimnazjum nr 5, jednak przez reformę szkolnictwa przestało istnieć w 2019 roku.

## Szkoła dziś
Uczniowie „Prusa” odnoszą wiele sukcesów w zawodach sportowych, a zwłaszcza w ogólnopolskich zawodach liceów im. B. Prusa. Ponadto uczniowie szkoły odnoszą sukcesy w olimpiadach przedmiotowych, w 2007 zdobyli siedem tytułów finalistów olimpiad na szczeblu centralnym.

## Znani absolwenci
- Tamara Arciuch – aktorka
- Tomasz Ciach – profesor chemii
- Ryszard Czubaczyński – autor piosenek, scenarzysta
- Czesław Młot-Fijałkowski – generał brygady WP
- Olga Gitkiewicz – dziennikarka, reportażystka[1]
- Stanisław Kocan – wokalista, założyciel zespołu Błękitni
- Paweł Kowalski – aktor
- Jan Macherski – polski farmaceuta.
- Lech Mackiewicz – aktor i reżyser
- Antoni Nurzyński – operator filmowy
- Justyna Panfilewicz – muzyk, wokalista
- Michał Jan Stęborowski – kapitan pilot, uczestnik Bitwy o Anglię
- Tadeusz Tomasz Sułkowski – poeta, podporucznik rezerwy piechoty, uczestnik kampanii wrześniowej 1939
- Stanisław Szymczyk – pediatra, żołnierz Armii Krajowej

## Literatura
- J. Krychowska, Tajne nauczanie w powiecie skierniewickim”, Skierniewice 1961
- K. Zwierzchowski, Skierniewice podczas II wojny światowej Skierniewice 1999
- K. Zwierzchowski Wspomnienie o profesorze Arturze Wittenbergu, Wiadomości Skierniewickie nr 24 z dnia 15.06.1988